# 格拉咸·史超活
格雷厄姆·斯图尔特（英語：Graham Stuart，1970年10月24日—），是一名英格蘭前足球員，出身自切尔西的青訓营，司職進攻中場。斯图尔特於2005年5月17日诺里奇城降級後被放棄，但沒有球隊願意接收，隨後在8月則宣佈退役，僅以34歲之齡離開球壇。退役後在天空體育台擔任足球評述員。

## 足球生涯
史超活於14歲加盟車路士開展其足球事業，分別代表過車路士、埃弗顿、和查爾頓等球隊在頂級聯賽上陣。在1993年至1997年期間效力愛華頓，是史超活在足球生涯最成功的時期。在1995年，英格兰足总杯，愛華頓決賽迎戰曼聯，愛華頓在溫布萊球場（Wembley Stadium）以1-0賽果擊敗曼聯，捧走足總盃。

### 起死回生
當史超活效力愛華頓時被暱稱為「鑽石」（Diamond），他最燦爛的一刻在1994年5月7日，史超活穿上藍色戰衣，為當時由（Mike Walker）執教保级形勢嚴峻的愛華頓，在最後一週英超聯比賽主場（Goodison Park），半場仍落後一球。史超活在完場前九分鐘內，個人連入兩個寶貴入球，以3-2的比數擊敗溫布頓（Wimbledon），得到保级寶貴的3分，拯救了愛華頓，愛華頓以34分完成賽季，以兩分之优势力壓積分榜下游球隊，得以逃離降级危機。史超活的英勇和傑出表現必定佔據着愛華頓球迷心中一個地位。

### 國家隊
史超活在生涯除了代表過英格蘭U21國家隊作賽以後，史超活就沒有被徵召入英格蘭大國腳名單之內。

## 外部連結
- 諾域治元老：生涯資料 （页面存档备份，存于）
- BBC：史超活 Archive.today的存檔，存档日期2013-04-19
- 足球資料庫
- Yahoo!體育：生涯統計
- 明報：史超活
- 這一戰 ToffeeWeb.com （页面存档备份，存于）
- ToffeeWeb.com：史超活 （页面存档备份，存于）
- 球皇網：史超活
- ESPN：史超活 （页面存档备份，存于）
- TheFA.com：史超活 （页面存档备份，存于）